# SS Aorangi

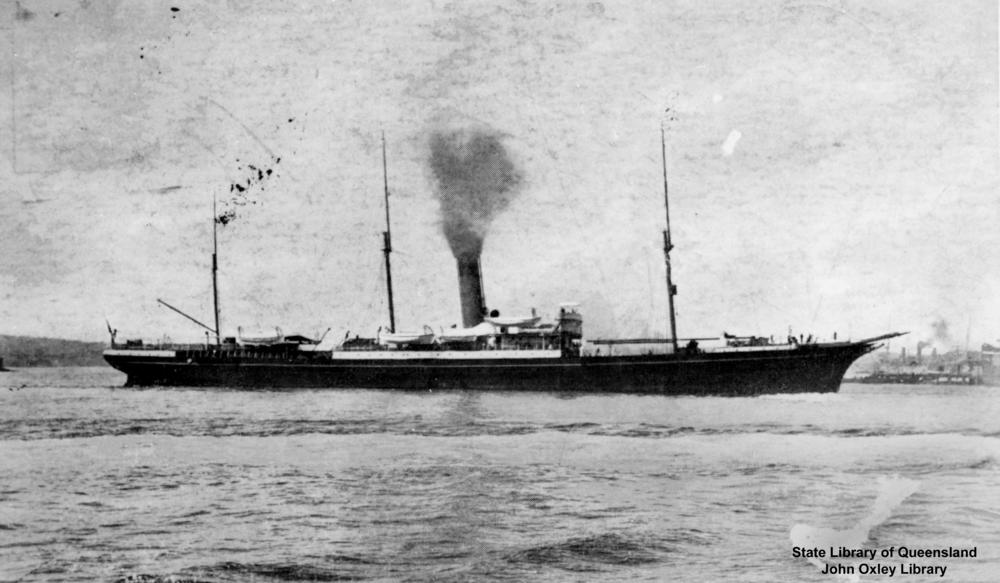
SS Aorangi około 1907 roku

SS Aorangi – nowozelandzki parowiec Union Company wodowany w 1883.  W czasie I wojny światowej był używany przez Royal Australian Navy i Royal Navy.

## Historia
Parowiec Aorangi został zbudowany dla Union Company w 1883, liczył 119 metrów długości i 14 metrów szerokości, jego pojemność wynosiła 4268 ton rejestrowych brutto. W kwietniu 1914 statek został wyczarterowany przez Royal Australian Navy do użycia jako okręt zaopatrzeniowy, w tej roli służył do maja 1915. 13 lipca 1915 Aorangi został zakupiony przez Royal Navy, gdzie także miał służyć w roli okrętu zaopatrzeniowego, ale 10 sierpnia 1915 został umyślnie zatopiony w Scapa Flow blokując jedno z wejść do bazy. Statek został podniesiony we wrześniu 1920 i do 1924 był używany na Malcie jako hulk. Został złomowany w 1924.